# Тауэнцинштрассе
Та́уэнцинштрассе (нем. Tauentzienstraße) — торговая улица длиной около 500 м между площадями Брайтшайдплац и Виттенбергплац на западе Берлина в районах Шарлоттенбург и Шёнеберг. На Тауэнцинштрассе в основном представлены магазины известных марок одежды.
Улица была спроектирована в 1860-е годы и проложена около 1890 года, входит в состав так называемого «генеральского тракта» — череды широких улиц, проложенных в Берлине во второй половине XIX века по образцу парижских бульваров. Названия улицам в «генеральском тракте» по распоряжению правительства давали в честь военачальников — участников наполеоновских освободительных войн. Тауэнцинштрассе названа в честь прусского генерала Богислава Фридриха Эмануэля Тауэнцина. С возведением торгового дома Kaufhaus des Westens в 1907 году Тауэнцинштрассе из жилой улицы превратилась в торговую. В настоящее время вместе с Курфюрстендамм считается одним из самых дорогих и известных мест Германии.
С 1909 года на втором этаже дома 13 по Тауэнцинштрассе проживала с матерью Марлен Дитрих. На одном этаже с ними с 1895 года проживал с семьёй писатель Герман Зудерман. В доме 12а в 1910—1923 годах проживал политик и лауреат Нобелевской премии мира Густав Штреземан. В доме 8 до 1928 года проживал художник Эмиль Нольде.
После Первой мировой войны на Тауэнцинштрассе и площади Виттенбергплац сложился чёрный рынок русских эмигрантов в Берлине, а сам Шарлоттенбург получил прозвище «Шарлоттенград». Алчная русская Тауэнцинштрассе повергала в шок русского социолога Ф. А. Степуна. К концу Второй мировой войны Тауэнцинштрассе была практически полностью разрушена в результате авианалётов. После войны улица оказалась в Западном Берлине. В послевоенное время удалось восстановить считанные здания, среди них и KaDeWe в 1950 году.
Построенные в 1960-е годы на Тауэнцинштрассе «Европа-центр», универмаг Deutsches Familienkaufhaus (DEFAKA) и несколько жилых зданий в настоящее время уже получили статус памятников архитектуры. С 1987 года участок между Марбургской и Нюрнбергской улицами украшает металлическая скульптура «Берлин» работы Бригитты и Мартина Мачински-Деннингхофф, призванная символизировать разделённый Берлин.